# Bolívar (Santander)
Bolívar ist eine Gemeinde (municipio) im Departamento Santander in Kolumbien.

## Geographie
Die Gemeinde Bolívar liegt in der Provinz Vélez im Süden von Santander in den kolumbianischen Anden auf einer Höhe von 2100 Metern und hat eine Jahresdurchschnittstemperatur von etwa 17 °C. An die Gemeinde grenzen im Norden Landázuri und Cimitarra, im Osten Vélez und Guavatá, im Süden El Peñón, Sucre, La Belleza sowie Puerto Boyacá im Departamento Boyacá und im Westen Puerto Berrío im Departamento de Antioquia.

## Bevölkerung
Die Gemeinde Bolívar hat 11.778 Einwohner, von denen 1280 im städtischen Teil (cabecera municipal) der Gemeinde leben (Stand: 2019).

## Geschichte
Bolívar wurde 1844 vom Priester Pedro Antonio Castañeda und vom Grundbesitzer Ramón Palomino gegründet. 1846 erhielt der Ort den Status einer Kirchengemeinde und 1887 den Status einer Gemeinde.

## Wirtschaft
Der wichtigste Wirtschaftszweig in Bolívar ist die Landwirtschaft. Neben der Rinderproduktion spielt der Anbau von Kakao, Kaffee, Bananen, Zuckerrohr, Mais, Maniok und Obst eine wichtige Rolle.